# بشری (اردن)
بشری (به عربی: بشری) یک منطقهٔ مسکونی در اردن است که در استان اربد واقع شده‌است. بشری ۱۹٬۴۴۴ نفر جمعیت دارد.